# Paul Korth-Cortini
Paul Korth (* 6. April 1890 in Tilsit; † 14. November 1954 in Kopenhagen) war ein deutscher Zauberkünstler und Illusionist. Er trat unter den Namen Cortini und Korth-Cortini auf.
Als Jugendlicher begann er sich für die Zauberei zu interessieren. Er absolvierte eine Bäcker- und Konditorlehre und wurde nach dem Ende des Ersten Weltkriegs professioneller Zauberkünstler. Dabei trat er nicht nur in Deutschland, sondern auch in den USA auf.
Er war als "Der Mann mit den 100.000 Talern" bekannt. Er gilt außerdem als der Erfinder des Zeitungszerreiß-Tricks und der Schaukelillusion.
Er starb bei einem Auftritt in Kopenhagen auf der Bühne an einem Schlaganfall.